# Phlegmariurus mingcheensis
Phlegmariurus mingcheensis är en lummerväxtart som beskrevs av Ren Chang Ching. Phlegmariurus mingcheensis ingår i släktet Phlegmariurus och familjen lummerväxter. Inga underarter finns listade i Catalogue of Life.